# Ascenseur du Grund

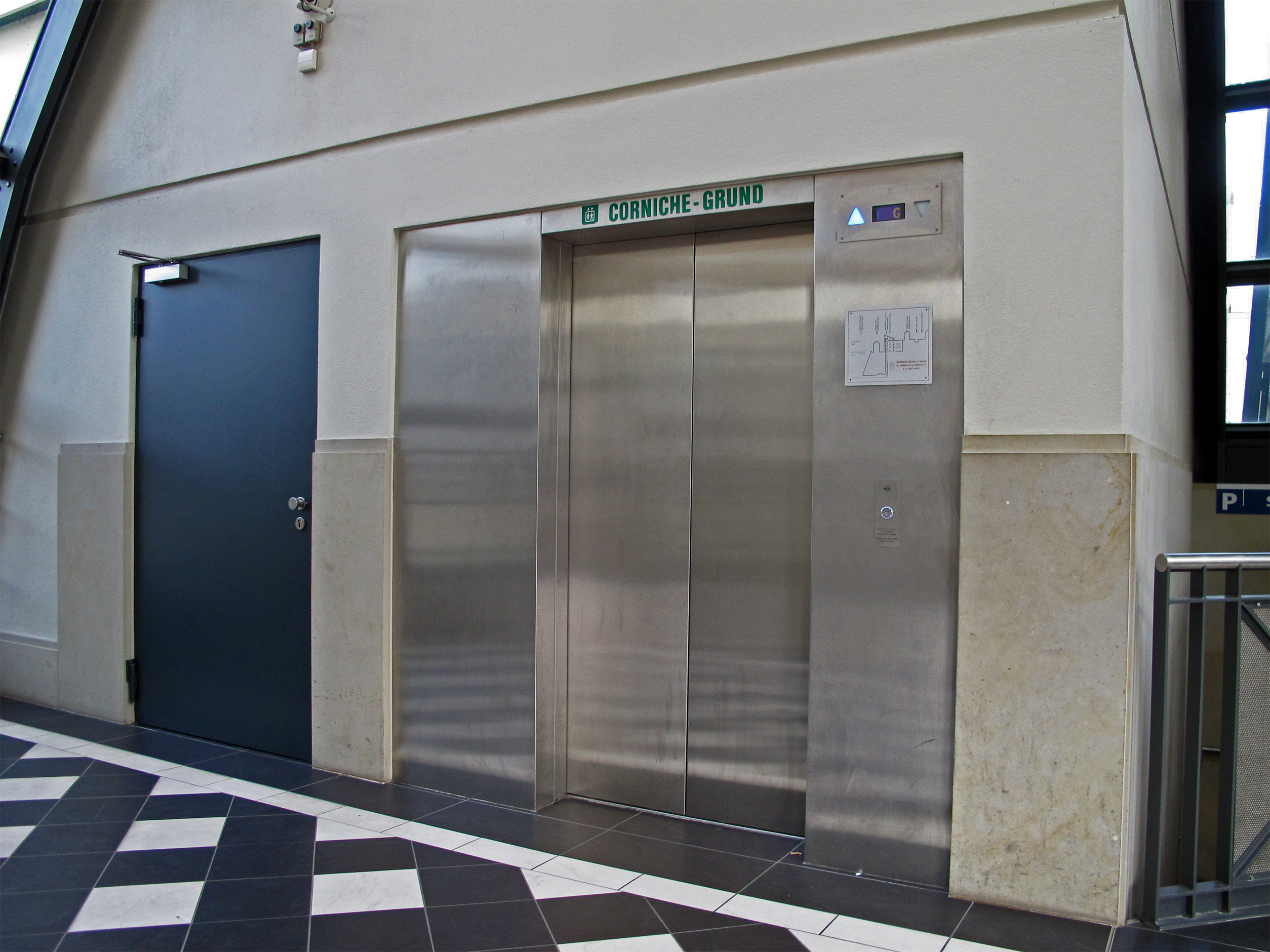
L'entrée supérieure de l'ascenseur, sur le plateau.

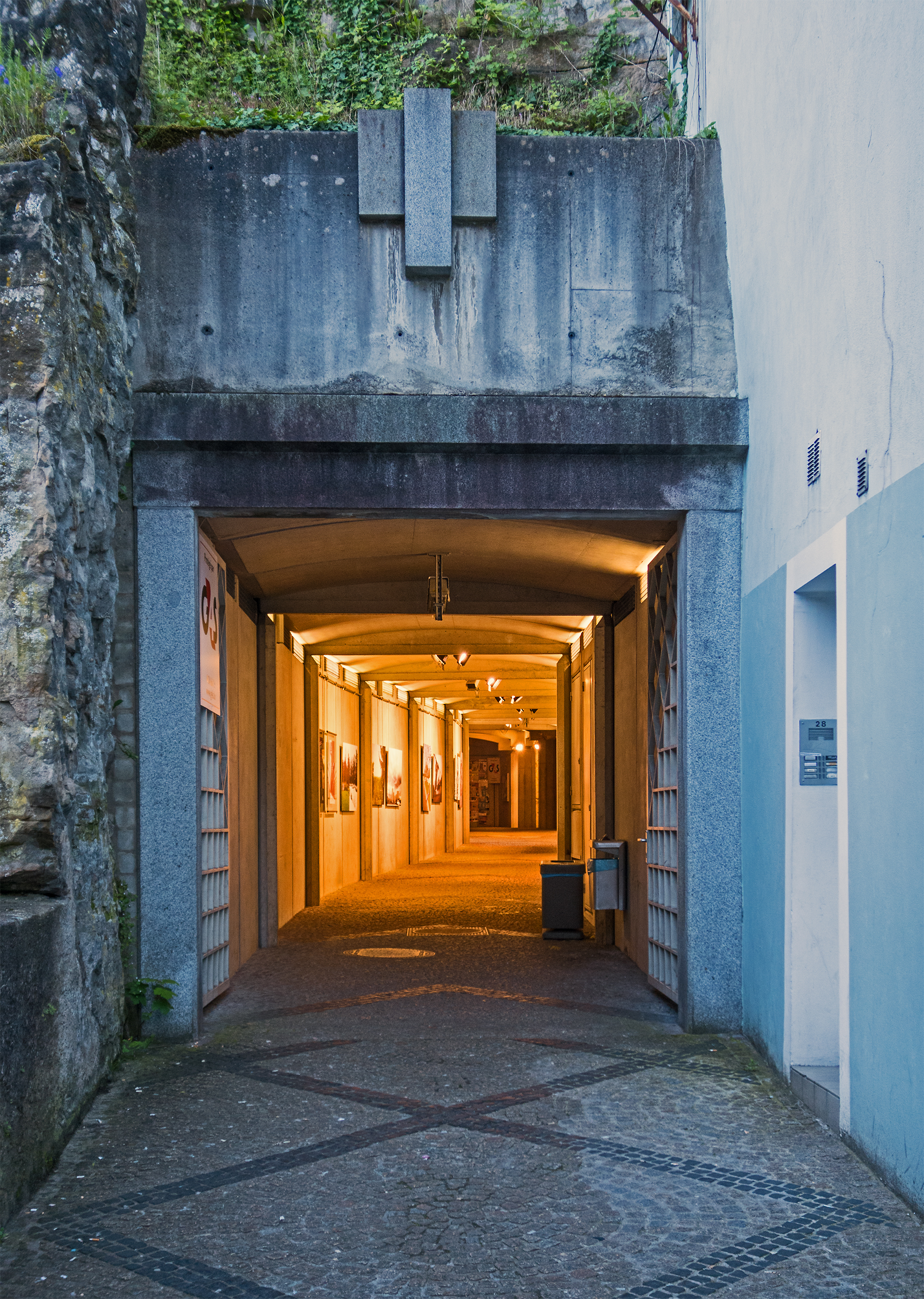
L'entrée du tunnel d'accès depuis le Grund.

L'ascenseur du Grund (en luxembourgeois : Lift Gronn-Uewerstad), est un des deux ascenseurs publics de la ville de Luxembourg.

## Histoire
L'idée d'un ascenseur à cet endroit remonte à 1945. L'ascenseur du Grund est mis en service le 20 mars 1987. L'ouvrage a coûté 60 millions de francs luxembourgeois.
La galerie de 55 mètres de long permettant d'accéder à l'ascenseur depuis le Grund est décorée de nombreuses œuvres d'art depuis 1998, permettant d'égayer un lieu jugé sinistre et peu accueillant.
L'aubette abritant l'ascenseur sur le plateau du Saint-Esprit a été démolie en mars 2010, remplacée par un nouvel ouvrage permettant un accès plus facile à l'ascenseur.

## Caractéristiques
Cet ascenseur permet de relier le plateau du Saint-Esprit en Ville-Haute à la place Op der Schmëdd au Grund via une galerie souterraine de 55 m de long, il dessert aussi la corniche et le niveau -4 du parking souterrain construit sous le plateau en même temps que l'ascenseur,. L'ascenseur mesure 45 m de haut et la cabine, qui mesure 2,40 m de long et 1,60 m de large, peut accueillir 15 personnes et la limite de charge maximale est de 25 personnes ou 1 675 kg.
Le tableau de commandes se présente ainsi :
- Niveau 0 : Ville-Haute ;
- Niveau -1 : Parking, Rue Saint-Esprit ;
- Niveau -4 : Parking ;
- Niveau G : Grund.

Cet ascenseur est accessible gratuitement aux piétons et aux vélos, tous les jours, de 6 h 30 à 2 h du matin et même jusqu'à 4 h du matin les vendredis et samedis soir.